# La Vie secrète de Walter Mitty (film, 1947)
Pour les articles homonymes, voir La Vie secrète de Walter Mitty.
Pour plus de détails, voir Fiche technique et Distribution.
La Vie secrète de Walter Mitty (titre original : The Secret Life of Walter Mitty) est un film américain réalisé par Norman Z. McLeod, sorti en 1947. 
Il s'agit d'une adaptation de la nouvelle du même nom écrite par James Thurber et parue dans le New Yorker en 1941.
Un remake du film est sorti en 2013.

## Synopsis
Un jeune auteur, Walter Mitty, travaille comme correcteur dans une maison d'édition de pulp fictions (ouvrages à bon marché). Au cours de rêves éveillés, il s'imagine tour à tour grand chirurgien, pilote de la Royal Air Force, capitaine d'un vaisseau corsaire, terreur de l'Ouest américain, etc. Dans chacune de ces scènes, il voit une superbe jeune fille blonde en danger. Jusqu'au jour où, malencontreusement, il se retrouve face à un vrai réseau d'espions à la poursuite de la jeune fille blonde, bien réelle. Personne ne le croit dans son entourage. Il lutte donc seul contre un psychanalyste trop doux pour être honnête et contre une bande de personnages dirigée par un professeur hollandais passionné de roses.

## Fiche technique
- Titre français : La Vie secrète de Walter Mitty
- Titre original : The Secret Life of Walter Mitty
- Réalisation : Norman Z. McLeod
- Scénario : Ken Englund et Everett Freeman, d'après la nouvelle de James Thurber
- Photographie : Lee Garmes
- Musique originale : David Raksin
- Direction artistique : Perry Ferguson et George Jenkins
- Costumes : Irene Sharaff
- Producteur : Samuel Goldwyn
- Société de production : Samuel Goldwyn Productions
- Société de distribution : RKO Pictures
- Pays de production :  États-Unis
- Langue originale : anglais, français, allemand
- Format : couleur (Technicolor) – 35 mm – 1,37:1 – son : mono (Western Electric Recording)
- Genre : comédie
- Durée : 110 minutes
- Dates de sortie : 
  - États-Unis : 1er février 1947
  - France : 15 février 1950

## Distribution
- Danny Kaye : Walter Mitty
- Virginia Mayo : Rosalind van Hoorn
- Boris Karloff : Dr Hugo Hollingshead
- Fay Bainter : Mme Eunice Mitty
- Ann Rutherford : Gertrude Griswald
- Thurston Hall : Bruce Pierce
- Gordon Jones : Tubby Wadsworth
- Florence Bates : Mme Emma Griswald
- Konstantin Shayne : Peter van Hoorn
- Reginald Denny : le colonel
- Henry Corden : Hendrick
- Doris Lloyd : Mme Letitia Follinsbee
- Les Goldwyn Girls

Et, parmi les acteurs non crédités :
- Wade Crosby : le forgeron
- Mary Forbes : Mme Pierce
- John Hamilton : Dr Remington
- Lumsden Hare : Dr Pritchard-Mitford
- Henry Kolker : Dr Benbow
- Chris-Pin Martin : le serveur
- Charles Trowbridge : Dr Renshaw
- Charles C. Wilson : le sergent de police
- Harry Woods : le faux M. Follinsbee

## Autour du film
Danny Kaye, également chanteur et danseur de music-hall, réalise au cours du film des numéros de chansons burlesques.
Il est probable que ce film a influencé le personnage de Tom Ewell dans le film Sept Ans de réflexion : employé de maison d'édition, errance dans la grande ville avec un râteau (Ewell, une pagaie), et des séquences rêvées dues à l'imagination.